# Legionella cherrii
Espèce
Legionella cherrii est une espèce de bactéries gram-négatives de la famille des Legionellaceae.

## Taxonomie
Le nom correct complet (avec auteur) de ce taxon est Legionella cherrii Brenner et al. 1985.

### Étymologie
Le nom de cette espèce a été donné en l'honneur du chercheur William B. Cherry pour sa contribution pionnière aux connaissances sur les Legionellae. L'étymologie de ce nom L. cherrii est la suivante : N.L. gen. masc. n. cherrii, de Cherry (nom de famille de la personne à qui est dédicacé cet organisme).